# Sistema de Avaliação do Rendimento Escolar do Estado de São Paulo
O Sistema de Avaliação do Rendimento Escolar do Estado de São Paulo (SARESP), é uma prova externa, aplicada anualmente, desde 1996, pela Secretaria da Educação do Estado de São Paulo (SEDUC-SP) para avaliar sistematicamente o Ensino Básico na rede estadual, e produzir um diagnóstico do rendimento escolar básico paulista. É aplicada, geralmente, em forma impressa no final de cada ano letivo para alunos que estão matriculados do 2º ao 5º ano do Ensino Fundamental e em forma digital aos alunos do 6º ao 9º ano. A partir de 2023, o SARESP foi substituído pelo Provão Paulista Seriado em todas as séries do Ensino Médio.
O SARESP monitora os avanços da educação no estado, e procura, com base nos resultados da avaliação, obter indicadores educacionais que possam subsidiar a elaboração de intervenção técnico-pedagógica, visando a corrigir possíveis distorções detetadas no sistema de ensino e melhorar a sua qualidade escolar. O SARESP é aberto à participação das redes municipais e escolas particulares por meio de adesão. Através de convênio, as provas a serem aplicadas nas unidades administradas pelos municípios são custeadas pela Secretaria Municipal de Educação, já as instituições privadas arcam com os custos. As disciplinas avaliadas são Língua Portuguesa, Matemática, Ciências Humanas e Ciências da Natureza.

## História
Foi dado início ao SARESP no ano de 1996 com a intenção de realizar uma avaliação da qualidade do ensino, por meio do rendimento dos alunos. Desde sua criação, vem avaliando sistematicamente o sistema de ensino paulista, verificando o rendimento escolar dos alunos de diferentes séries e períodos e identificando os fatores que interferem nesse rendimento.
A partir de 2023 a Secretaria de Educação de São Paulo (SEDUC-SP) implantou o Provão Paulista, substituindo o SARESP no ensino médio, onde, ao final do ano letivo, os estudantes realizam uma avaliação na qual os melhores classificados ingressam em Universidades Públicas do Estado de São Paulo. Trata-se de uma parceria com as várias Universidades Públicas em vagas para diferentes cursos, onde há um Sistema de cotas reservadas para estudantes provenientes de escolas públicas do ensino médio.

## Aplicação
As provas do SARESP, são divididas em dois dias e os alunos são avaliados em Língua Portuguesa, Matemática, Ciências Humanas e Ciências da Natureza. Os professores, durante o SARESP, trocam de escolas e aplicam em locais diferentes com alunos desconhecidos, para não haver nenhuma fraude. As provas do 2º ao 5º ano do ensino fundamental são impressas, enquanto as do 6º ao 9º ano são digitais, acessadas a partir do site da Fundação para o Vestibular da Universidade Estadual Paulista (VUNESP) nos desktops, notebooks, ou tablets disponibilizados na unidade escolar. A duração da prova é de três horas e meia.

## Premiações

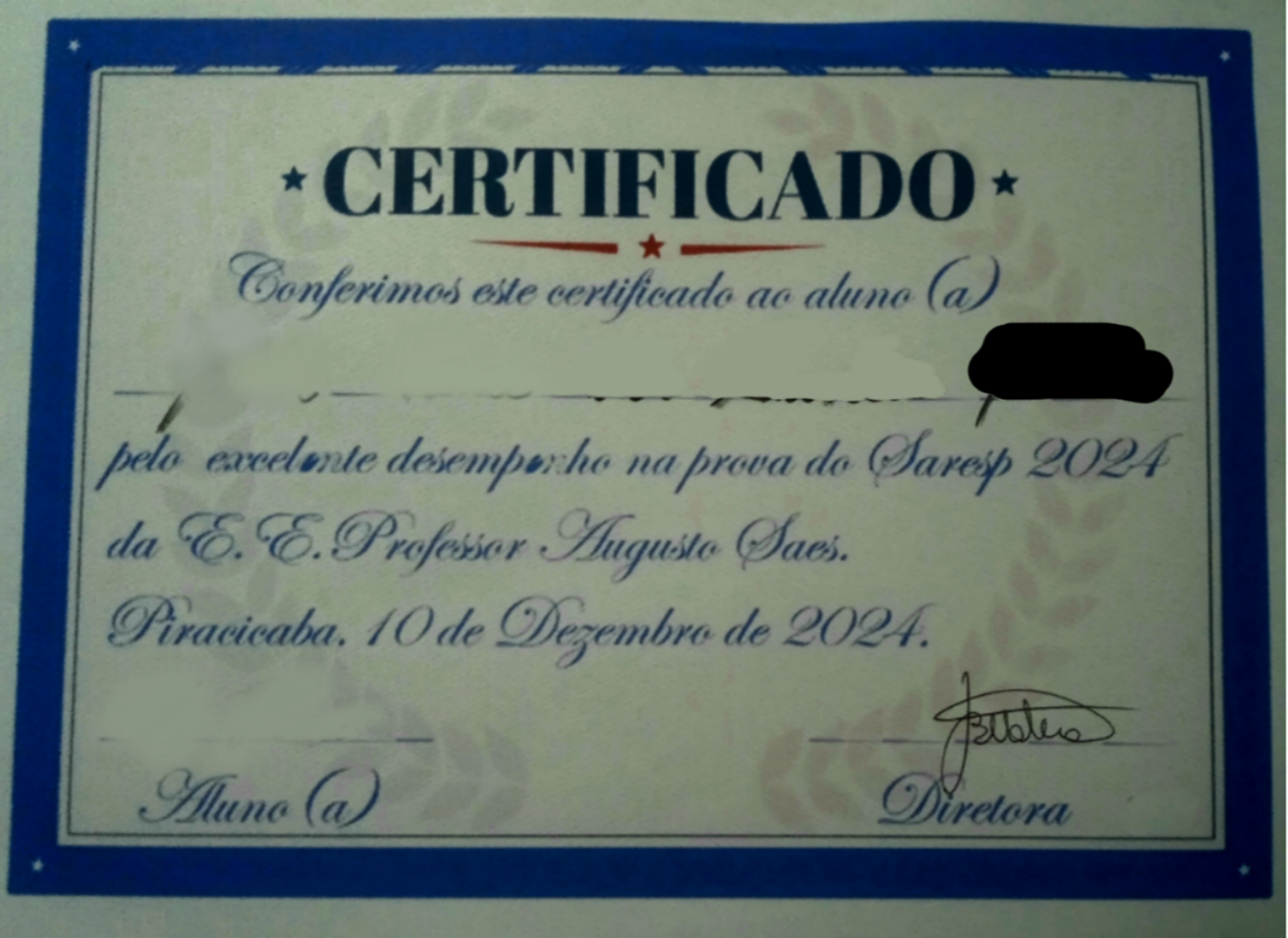
Certificado de excelente desempenho no SARESP de 2024

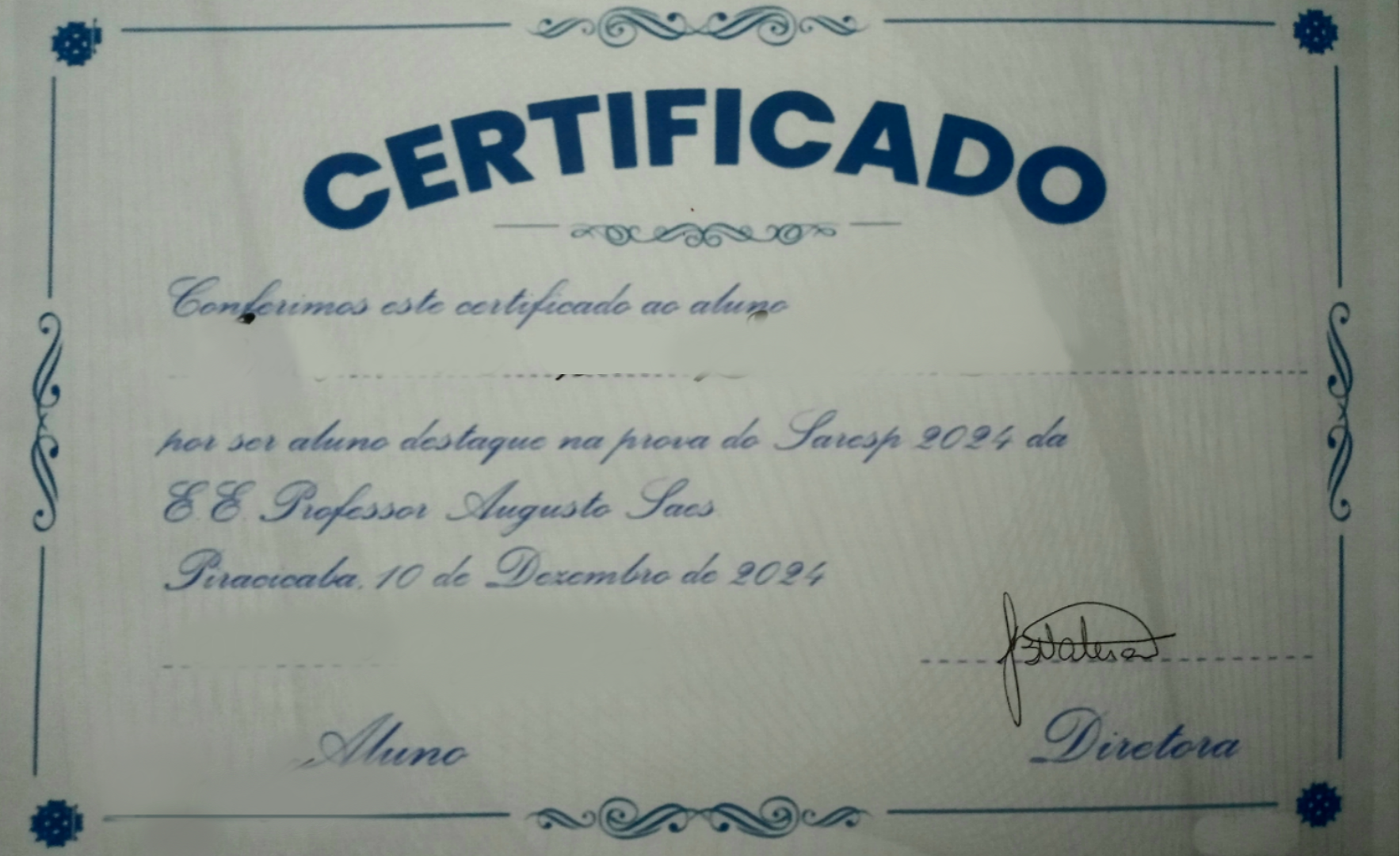
Certificado de aluno-destaque do SARESP de 2024

Em 2024, o SARESP introduziu uma nova categoria chamada Prova Ouro, com o objetivo de premiar tanto as unidades escolares quanto os estudantes que se destacarem no exame.
A novidade estabelecia bonificação para professores e equipe gestora, além de premiar as unidades que atingirem as metas ouro e diamante. A premiação varia de acordo com o número de alunos matriculados e o status da meta alcançada. As unidades que atingem a meta ouro recebem R$ 50,00 por aluno, enquanto aquelas que alcançam a meta diamante recebem R$ 100,00 por aluno, com os valores sendo destinados aos grêmios estudantis das respectivas escolas. Além disso, os estudantes que obtêm notas iguais ou superiores a oito na avaliação também são reconhecidos, recebendo certificados por mérito.

O SARESP, para os estudantes do 9º ano, também funciona como fase seletiva do programa de intercâmbio Prontos pro Mundo. Com base no resultado obtido na avaliação, os alunos são escolhidos para participar de um curso intensivo de inglês online, voltado para a preparação da prova que define os 1.000 intercambistas selecionados para viajar no segundo ano do ensino médio. Durante o intercâmbio, os estudantes são matriculados em escolas de Ensino Médio (high school) em países de língua inglesa e residem em casas de família.